# Ferencvárosi Football Club 1929-1930
Questa voce raccoglie le informazioni riguardanti il Ferencvaros TC nelle competizioni ufficiali della stagione 1929-1930.

## Rosa
| N. |                       | Ruolo | Calciatore      |
| -- | --------------------- | ----- | --------------- |
|    | Ungheria (bandiera)   | P     | Ignác Amsel     |
|    | Ungheria (bandiera)   | P     | József Háda     |
|    | Jugoslavia (bandiera) | P     | Geza Šifliš     |
|    | Ungheria (bandiera)   | D     | Lajos Papp      |
|    | Ungheria (bandiera)   | D     | Géza Takács     |
|    | Ungheria (bandiera)   | D     | János Hungler   |
|    | Ungheria (bandiera)   | D     | István Tőrös    |
|    | Ungheria (bandiera)   | C     | Gábor Obitz     |
|    | Ungheria (bandiera)   | C     | Márton Bukovi   |
|    | Ungheria (bandiera)   | C     | Antal Lyka      |
|    | Ungheria (bandiera)   | C     | Károly Furmann  |
|    | Ungheria (bandiera)   | C     | Elemér Berkessy |

| N. |                     | Ruolo | Calciatore        |
| -- | ------------------- | ----- | ----------------- |
|    | Ungheria (bandiera) | C     | Gyula Lázár       |
|    | Ungheria (bandiera) | A     | József Takács     |
|    | Ungheria (bandiera) | A     | Vilmos Kohut      |
|    | Ungheria (bandiera) | A     | József Turay      |
|    | Ungheria (bandiera) | A     | Mihály Táncos     |
|    | Ungheria (bandiera) | A     | Géza Toldi        |
|    | Ungheria (bandiera) | A     | Ferenc Szedlacsik |
|    | Ungheria (bandiera) | A     | Pál Zilahi        |
|    | Ungheria (bandiera) | A     | Mór Rázsó         |
|    | Ungheria (bandiera) | A     | János Kovács      |
|    | Ungheria (bandiera) | A     | János Gyurcsó     |

## Statistiche
| Giocatore     | Nemzeti Bajnokság I | Nemzeti Bajnokság I | Nemzeti Bajnokság I | Nemzeti Bajnokság I | Magyar Kupa | Magyar Kupa | Magyar Kupa | Magyar Kupa | Totale   | Totale | Totale      | Totale     |
| Giocatore     | Presenze            | Reti                | Ammonizioni         | Espulsioni          | Presenze    | Reti        | Ammonizioni | Espulsioni  | Presenze | Reti   | Ammonizioni | Espulsioni |
| ------------- | ------------------- | ------------------- | ------------------- | ------------------- | ----------- | ----------- | ----------- | ----------- | -------- | ------ | ----------- | ---------- |
| I. Amsel      | 16                  | 0                   |                     |                     | 2           | 0           |             |             | 18       | 0      | 0           | 0          |
| E. Berkessy   | 1                   | 0                   |                     |                     | 2           | 0           |             |             | 3        | 0      | 0           | 0          |
| M. Bukovi     | 19                  | 0                   |                     |                     | 1           | 0           |             |             | 20       | 0      | 0           | 0          |
| K. Furmann    | 4                   | 0                   |                     |                     | 1           | 0           |             |             | 5        | 0      | 0           | 0          |
| J. Gyurcsó    | 0                   | 0                   |                     |                     | 2           | 0           |             |             | 2        | 0      | 0           | 0          |
| J. Háda       | 3                   | 0                   |                     |                     | 1           | 0           |             |             | 4        | 0      | 0           | 0          |
| J. Hungler    | 11                  | 0                   |                     |                     | 2           | 0           |             |             | 13       | 0      | 0           | 0          |
| V. Kohut      | 22                  | 7                   |                     |                     | 3           | 2           |             |             | 25       | 9      | 0           | 0          |
| J. Kovács     | 0                   | 0                   |                     |                     | 1           | 2           |             |             | 1        | 2      | 0           | 0          |
| G. Lázár      | 1                   | 0                   |                     |                     | 1           | 0           |             |             | 2        | 0      | 0           | 0          |
| A. Lyka       | 18                  | 0                   |                     |                     | 2           | 0           |             |             | 20       | 0      | 0           | 0          |
| G. Obitz      | 21                  | 0                   |                     |                     | 1           | 0           |             |             | 22       | 0      | 0           | 0          |
| L. Papp       | 21                  | 0                   |                     |                     | 1           | 0           |             |             | 22       | 0      | 0           | 0          |
| M. Rázsó      | 3                   | 1                   |                     |                     | 0           | 0           |             |             | 3        | 1      | 0           | 0          |
| G. Siflis     | 3                   | 0                   |                     |                     | 0           | 0           |             |             | 3        | 0      | 0           | 0          |
| F. Szedlacsik | 6                   | 2                   |                     |                     | 0           | 0           |             |             | 6        | 2      | 0           | 0          |
| G. Takács I   | 12                  | 0                   |                     |                     | 3           | 0           |             |             | 15       | 0      | 0           | 0          |
| J. Takács II  | 22                  | 40                  |                     |                     | 2           | 0           |             |             | 24       | 40     | 0           | 0          |
| M. Táncos     | 19                  | 7                   |                     |                     | 3           | 2           |             |             | 22       | 9      | 0           | 0          |
| G. Toldi      | 16                  | 12                  |                     |                     | 2           | 0           |             |             | 18       | 12     | 0           | 0          |
| I. Tőrös      | 0                   | 0                   |                     |                     | 1           | 0           |             |             | 1        | 0      | 0           | 0          |
| J. Turay      | 19                  | 7                   |                     |                     | 1           | 0           |             |             | 20       | 7      | 0           | 0          |
| P. Zilahi     | 5                   | 3                   |                     |                     | 1           | 0           |             |             | 6        | 3      | 0           | 0          |